# جو رابینسون (بازیگر)
جو رابینسون (انگلیسی: Joe Robinson; ۳۱ مهٔ ۱۹۲۷ – ۳ ژوئیهٔ ۲۰۱۷) هنرپیشه، بدل‌کار، جودوکار و کاراته‌کار اهل انگلستان بود.
از فیلم‌ها یا برنامه‌های تلویزیونی که وی در آن نقش داشته‌است می‌توان به الماس‌ها ابدی‌اند، تنهایی یک دونده استقامت، و باراباس اشاره کرد.